# Tribunale amministrativo federale (Svizzera)
Il Tribunale amministrativo federale (TAF) (ted. Bundesverwaltungsgericht, fr. Tribunal administratif fédéral, romancio Tribunal administrativ federal) è il tribunale amministrativo ordinario della Confederazione Svizzera.

## Storia
Il Tribunale amministrativo federale è stato istituito nel 2005 dalla legge del 18 marzo 2005 sull'introduzione del TAF e dalla legge del 17 giugno 2005 sul TAF.
Il 5 ottobre 2005, il parlamento federale ha eletto i primi giudici al Tribunale amministrativo federale.
Il TAF è entrato in funzione il 1º gennaio 2007. Ha sostituito una trentina di commissioni federali di ricorso e servizi di riferimento dei dipartimenti dell'amministrazione federale. Ha inoltre assunto la maggior parte delle competenze giurisdizionali del Consiglio federale.

## Sede
Le corti del Tribunale Amministrativo Federale ebbero provvisoriamente sede a Berna e a Zollikofen, ma dal 2012 il tribunale ha sede a San Gallo.

## Competenze
- Il Tribunale amministrativo federale è l'organo di ricorso contro le decisioni delle autorità amministrative federali. In alcuni casi, decide sui ricorsi contro le decisioni delle autorità cantonali.
- Il Tribunale amministrativo federale può essere chiamato a pronunciarsi in via di azione, soprattutto sulle controversie relative a contratti di diritto pubblico legati alla Confederazione.
- Di solito le decisioni del Tribunale amministrativo federale possono essere impugnate dinanzi al Tribunale federale. Nelle zone in cui l'uso del Tribunale federale non è aperto (per esempio in materia di asilo), il Tribunale amministrativo federale agisce come prima e ultima istanza giudiziaria.

## Potere di controllo
In appello, il Tribunale amministrativo federale può controllare:
- I fatti sui quali è basata la decisione impugnata
- La conformità della decisione con il diritto federale (compreso il diritto internazionale)
- La tempistica della decisione

## Giudici
I giudici al Tribunale amministrativo federale sono eletti dall'Assemblea federale tenendo conto delle diversità linguistiche del paese. Il loro mandato, rinnovabile, è di 6 anni. Ogni individuo che possiede il diritto di voto in materia federale può essere eletto giudice. In pratica, tuttavia, finora sono state elette solamente persone con formazione giuridica universitaria.
La legge prevede che il Tribunale amministrativo federale comprenda 50 a 72 cariche di giudice. I giudici possono esercitare la loro funzione a tempo pieno o part-time.

## Sorveglianza
Il Tribunale amministrativo federale è soggetto alla sorveglianza del Tribunale federale e all'alta sorveglianza dell'Assemblea federale.

## Cifre
- 78 giudici nel 2025[1].
- Circa 370 posti di lavoro[2].